# Apamea connexa
Apamea connexa là một loài bướm đêm trong họ Noctuidae.